# Onthophagus pseudohystrix
Onthophagus pseudohystrix é uma espécie de inseto do género Onthophagus, família Scarabaeidae, ordem Coleoptera.
Foi descrita cientificamente por Masumoto em 1995.